# 六本木誠人
六本木 誠人（ろっぽんぎ まさと、1940年3月1日 - ）は、昭和時代の日本の俳優。本名は、六本木 倫彬。旧芸名は、六本木 倫彬、六本木 真。群馬県出身。大正大学卒。

## 主な出演

### 映画
- 銀座のどら猫（1960年）
- 犯行現場（1960年）
- 素敵な野郎（1960年）
- 婚期（1961年）
- 北上夜曲 北上川の初恋（1961年）
- 命みじかし恋せよ乙女（1961年）
- 投資令嬢（1961年）
- 御身（1962年）
- 家庭の事情（1962年）
- 雪の降る街に（1962年）
- 大学の纏持ち（1963年）
- 赤いグラス（1966年）
- 花札渡世（1967年）
- メカゴジラの逆襲（1975年） - 若山勇一[2][1]
- 連合艦隊（1981年） - 大石先任参謀[3]

### テレビドラマ
- 柔道一代（1962年、TBS）
- 別れて生きる時も（1964年、日本テレビ）
- 柔一筋（1965年、日本テレビ）
- 渥美清の泣いてたまるか（1966年、TBS）
- 刑事さん 第1シリーズ 第1話「可愛い脅迫者」（1967年、NETテレビ・東映）
- 特別機動捜査隊（NET）
- 東京バイパス指令 第13話「けものの街」（1969年、日本テレビ）
- 柔道一直線　第1話「カッコいいぞ地獄車」（1969年、TBS） - 理科教師
- 特命捜査室　（1969年、フジテレビ） - ナレーター
- 恐怖劇場アンバランス 第5話「死骸（しかばね）を呼ぶ女」（1973年、フジテレビ・円谷プロ） - 坂井昇
- 子連れ狼（1973年、日本テレビ）
- 水戸黄門 第4部 第7話「消えた雛人形 -新発田-」（1973年3月5日、TBS / C.A.L） - 弥二郎
- いただき勘兵衛 旅を行く　第7話「鬼も涙の夜だとさ」（1973年、NET / 東映） - 坂部定信
- 右門捕物帖（1974年、NET / 東映）
  - 第4話「罠」- 中泉嘉助
  - 第25話「影を斬る男」
- ご存知遠山の金さん　第37話「死神を斬った男」（1974年、NET / 東映）
- Gメン'75（TBS）
  - 第16話「Ｇメン皆殺しの予告」（1975年）−天和銀行支店長
  - 第32話「死んだはずの女」（1975年）−長尾
  - 第55話「Gメンの首」（1976年）−片山巡査 城北署外勤課所属
  - 第96話「停年強盗」（1977年）
  - 第265話「死化粧の女」（1980年）−堀井（夫）
- プレイガールQ（12ch / 東映)
  - 第48話「スリラー　墓場から聴える殺人メロディー」（1975年） - 大野木宏
  - 第63話「女ごろし裸の手配師」（1976年） - 荒木
  - 第66話「人妻売春組織」（1976年） - 杉本
  - 第67話「殺しを呼んだ女の柔肌」（1976年） - 高崎
- 大江戸捜査網 （12ch・三船プロ）
  - 第215話「呪いの美人画」（1975年）
  - 第300話「女義賊復讐に燃える!」（1977年） - 岡部左門
- がんばれ!!ロボコン 第86話「ドンバタギュウ!!少しは強くなったか?!」（1976年、NET / 東映）
- 伝七捕物帳 第119話「罪の身代わり子守唄」- 市次郎

### CM
- 東宝プロ音響（1987年）